# SIG SG 510
SIG SG 510 (позначення в збройних силах Швейцарії — Sturmgewehr 57 (Stgw 57 ) — штурмова гвинтівка зразка 1957 року) — швейцарська автоматична гвинтівка, випущена фірмою SIG (Schweizerische Industrie Gesellschaft) в 1957.

## Варіанти
- SG 510-1 — базовий варіант.
- SG 510-2 — полегшений варіант.
- SG 510-3 — варіант під радянський патрон 7,62 × 39 мм. Був розроблений для участі в конкурсі на новий автомат для Фінської армії.
- SG 510-4 — експортний варіант під патрон 7,62 × 51 мм НАТО зі зміненими рукояткою, цівкою, прикладом і прицільними пристосуваннями, укороченим стволом і прямими магазинами на 20 патронів.
- SIG PE-57 — самозарядний варіант SG 510-1 для цивільного ринку Швейцарії.
- SIG AMT (American Match Target) — самозарядний варіант SG 510-4 для цивільного ринку США. Не мав кріплення для багнета і напрямних для гвинтівкових гранат.